# Эссе (образование)
Эссе (англ. college writing, college composition, college essay) — базовый предмет обучения в большинстве вузов США и других стран для улучшения соответствующих навыков у студентов первых лет обучения. В ходе обучения студенты изучают принципы создания и основные типы эссе.
В последние годы методика написания эссе в той или иной форме и объёме начинает преподаваться в нефилологических вузах России.

## Цели, аудитория и важнейшие характеристики эссе
Основными целями эссе являются: информирование, убеждение и развлечение читателя, самовыражение автора или комбинация одной или нескольких целей. Их успешное достижение зависит от умения автора правильно определить свою аудиторию. Хорошее эссе отличают самобытное мышление, чувство стиля и эффективная организация:С. 21-33.

## Этапы процесса создания эссе
Процесс создания эссе в общем состоит из следующих этапов: понимание задания, определение темы, сбор информации, организация собранной информации, выработка главного утверждения, написание черновика. На этапе правки черновика улучшается его связность, добавляется существенный материал, опускается несущественный и обеспечивается плавный переход между отдельными частями эссе. Затем исправляется структура и содержание абзацев, шлифуются отдельные слова и предложения. После правки черновик вычитывается, и в нём исправляются орфографические и пунктуационные ошибки:C. 37-86.

## Типы эссе
В этом разделе описаны различные типы эссе, которые используются не только студентами, но и профессиональными авторами.

### Повествование
Повествование связывает события в определённой последовательности, чаще всего хронологической. Центральную роль в повествовании играет действие и конфликт. Повествование обычно излагается от первого или третьего лица. Повествование создается вокруг ключевых событий и часто включает диалог, который одушевляет действие и помогает вовлечь читателя в рассказ:C. 108-116.

### Описание
Описание излагает чувственные впечатления: зрительные, слуховые, осязательные, обонятельные, вкусовые. Общее настроение эссе создается с помощью господствующего впечатления. Для создания описания необходимо выбрать наблюдательный пункт (подвижный или неподвижный), отобрать и разместить детали с помощью пространственной или (реже) хронологической организации:C. 131-141.

### Описание процесса
Разновидностью описаний, часто выделяемых в отдельную категорию, являются описания процессов, которые используются для того, чтобы объяснить читателям, как нечто делается или происходит:C. 154-157.

### Иллюстрация
Эссе-иллюстрация служит для прояснения идей (общих утверждений) с помощью примеров (иллюстраций). При выборе примеров нужно убедиться, что они на самом деле поддерживают идею и их достаточно для данной цели:C. 179-182.

### Классификация
Классификация разбивает широкую тему на категории по какому-либо определённому принципу, определяет отличительные особенности каждой категории и показывает, как эти особенности варьируются между категориями. Сегментирование темы упрощает рассказ, подавая информацию небольшими, тщательно отобранными порциями:C. 201-202.

### Сравнение
Эссе-сравнение оценивает два или несколько предметов с точки зрения их сходств, различий или того и другого. Сравнение часто помогает сделать выбор между альтернативами, а также знакомит читателя с незнакомыми предметами. Все элементы сравнения должны иметь что-то общее и опираться на хорошо отобранные детали, показывающие, чем сравниваемые элементы похожи и чем отличаются:C. 222-225.

### Причина и следствие
Причина и следствие составляют категорию причинности. Эссе, в которых используется причинность, анализируют причины — доводы, почему имеют место те или иные действия и условия, и следствия — результаты этих действий и условий. Причинный анализ может быть организован по одной из следующих моделей: одна причина — несколько следствий, несколько причин — одно следствие, причинная цепочка, несколько причин — несколько следствий:C. 244-249.

### Определение
Цель эссе-определения — прояснить значение слов или понятий. Определения бывают трех видов: определения с помощью синонимов; сущностные определения, которые называют определяемый предмет, помещают его в более широкую категорию и отличают его от других предметов в данной категории; и развернутые определения, которые представляют собой комбинацию других форм эссе (повествование, описание, описание процесса и т. д.):C. 273-280.

### Аргументация
Аргументационное эссе, опираясь на логически выстроенные факты, стремится убедить читателя согласиться с некоторым мнением, выполнить некоторое действие или сделать то и другое. Своей цели авторы аргументационных эссе добиваются за счет рационального воздействия, опирающегося на непреложные истины, мнения авторитетов, первичные источники информации, статистические данные и др.; эмоционального и этического воздействия:C. 298-316.